# Seznam iranskih filozofov
Seznam iranskih filozofov.

## A
- Abdurahman Ali Sufi
- Mohammad Ardakani

## B
- Mohammad-Javad Bahonar?
- Mehdi Bazargan?
- Mohammad-Taqi Bahjat Foumani (veliki ajatola)

## F
- FM-2030

## D
- Ramin Džahanbeglo

## G
- al-Gazali

## H
- Hallaj
- Omar Hajam

## I
- Ibn Sina (Avicenna)

## K
- Ahmad Kasravi (1890 - 1946)

## M
- Miskawayh
- Hussein-Ali Montazeri (1922 - 2009) (ajatola)
- Morteza Motahhari (1919 - 1979) (ajatola)

## N
- Seyyed Hossein Nasr (1933 -)

## R
- Fahr ad-Din  Razi

## S
- Mula Sadra (Ṣadr ad-Dīn Muḥammad Shīrāzī)
- Shahrazuri
- Sorevardi, Shahabeddin
- Parvaneh Salahshouri
- Naser Makarem Shirazi ?

## T
- Tusi, Nasireddin
- Muhammad Husayn Tabataba'i

## Y
- Taqi Yazdi